# Maranta parvifolia
Maranta parvifolia är en strimbladsväxtart som beskrevs av Otto Georg Petersen och Johannes Eugen ius Bülow Warming. Maranta parvifolia ingår i släktet Maranta och familjen strimbladsväxter. Inga underarter finns listade.